# 숙친왕
화석숙친왕(중국어: 和碩肅親王, 만주어: ᡥᠣᡧᠣᡳ
ᡶᠠᡶᡠᠩᡤᠠ
ᠴᡳᠨ ᠸᠠᠩ Hošoi fafungga cin wang)은 청나라의 세습친왕이다. '숙(肅)'은 만주어 'fafungga(바붕가)'를 의역한 것으로, '엄숙한'을 뜻한다. 숭덕 원년 (1636년), 청 태종 홍타이지의 장남 호거가 숙친왕으로 봉해졌다. 그의 아들 부수가 현친왕(顯親王, 만주어: ᡥᠣᡧᠣᡳ
ᡳᠯᡝᡨᡠ᠋
ᠴᡳᠨ ᠸᠠᠩ Hošoi iletu cin wang)에 봉해졌고, 훗날 작위 세습을 허락 받아, 청나라 8대 철모자왕 중 하나가 되었고, 양백기의 기주가 되었다. 건륭제때 다시 현친왕에서 숙친왕으로 돌아오고, 10대 8명의 숙친왕, 4명의 현친왕이 있다.

## 역대 숙친왕
|        | 봉호            | 시호    | 이름                 | 가계               | 재위년도        | 기록                                                                      |
| ------ | --------------- | ------- | -------------------- | ------------------ | --------------- | ------------------------------------------------------------------------- |
| 1      | 숙친왕 (肅親王) | 무(武)  | 호거(豪格) Hooge     | 홍타이지의 장자    | 1636년 ~ 1648년 | 1636년 ~ 1637년, 1641년 ~ 1642년. 1644년 작위 추탈. 후에 복작됨           |
| 2      | 현친왕 (顯親王) | 각(慤)  | 부수(富綬) Fušeo     | 호거의 넷째 아들   | 1651년 ~ 1669년 |                                                                           |
| 3      | 현친왕 (顯親王) | 밀(密)  | 단진(丹臻)           | 부수의 넷째 아들   | 1670년 ~ 1702년 |                                                                           |
| 4      | 현친왕 (顯親王) | 근(謹)  | 연황(衍潢)           | 단진의 여섯째 아들 | 1702년 ~ 1771년 |                                                                           |
| (추봉) | 현친왕 (顯親王) |         | 배찰례(拜察禮)       | 부수의 다섯째 아들 |                 | 추봉                                                                      |
| 5      | 숙친왕 (肅親王) | 근(勤)  | 온저(蘊著)           | 배찰례의 셋째 아들 | 1772년 ~ 1778년 | 건륭 37년, 현친왕을 세습함. 건륭 43년, 원래의 봉호인 "숙(肅)"으로 돌아옴. |
| (추봉) | 숙친왕 (肅親王) |         | 성신(成信)           | 단진의 둘째 아들   |                 | 추봉                                                                      |
| 6      | 숙친왕 (肅親王) | 공 (恭) | 영석(永錫) Yongši    | 성신의 다섯째 아들 | 1778년 ~ 1821년 |                                                                           |
| 7      | 숙친왕 (肅親王) | 신(愼)  | 경민(敬敏) Gingmiyen | 영석의 장자        | 1821년 ~ 1852년 |                                                                           |
| 8      | 숙친왕 (肅親王) | 각(恪)  | 화풍(華豊)           | 경민의 셋째 아들   | 1853년 ~ 1869년 |                                                                           |
| 9      | 숙친왕 (肅親王) | 량(良)  | 융근(隆懃)           | 화풍의 셋째 아들   | 1870년 ~ 1898년 |                                                                           |
| 10     | 숙친왕 (肅親王) | 충(忠)  | 산치(善耆)           | 융근의 장자        | 1898년 ~ 1922년 |                                                                           |
| 11     | 숙친왕 (肅親王) |         | 시엔장(憲章)         | 산치의 장자        | 1922년 ~ 1945년 |                                                                           |

### 맹관의 가계
참고 : 온군왕

## 같이 보기
- 팔기제
- 양백기